# Associação Internacional de Mineralogia
A Associação Internacional de Mineralogia (em inglês International Mineralogical Association ou IMA) é um grupo internacional de 38 sociedades nacionais. O seu objectivo é a promoção da mineralogia e a padronização da nomenclatura das mais de 4000 espécies minerais conhecidas. Está afiliada com a International Union of Geological Sciences (IUGS).

## Grupos de trabalho e comissões
A comissão mais activa da IMA é a Commission on New Minerals and Mineral Names criada em 1959 para coordenar a atribuição de novos nomes de minerais, revisão dos nomes existentes e desacreditação de espécies inválidas.

## Membros da IMA
Entre as sociedades representadas na IMA encontram-se:
- Österreichische Mineralogische Gesellschaft
- Sociedade Brasileira de Geologia
- Sociedade Portuguesa de Geologia
- Mineralogical Association of Canada
- Société Française de Minéralogie et de Cristallographie
- Deutsche Mineralogische Gesellschaft
- Società Italiana di Mineralogia e Petrologia
- Sociedade Japonesa de Mineralogia
- Sociedade Russa de Mineralogia
- Mineralogical Association of South Africa
- The Swedish Mineralogical Society
- Schweizerische Mineral. und Petrographische Gesellschaft
- Mineralogical Society of Great Britain and Ireland
- Mineralogical Society of America
- Associação Ucraniana de Mineralogia